# Leap Year Proposals of an Old Maid
Leap Year Proposals of an Old Maid è un cortometraggio muto del 1908. Il nome del regista non viene riportato nei credit del film.

## Produzione
Il film fu prodotto dalla Vitagraph Company of America.

## Distribuzione
Distribuito dalla Vitagraph Company of America, il film - un cortometraggio di 130 metri - uscì nelle sale cinematografiche statunitensi il 27 giugno 1908.